# Шанцу Флорешти (Илфов)
Шанцу Флорешти (рум. Șanțu Florești) насеље је у Румунији у округу Илфов у општини Грују. Oпштина се налази на надморској висини од 85 m.

## Становништво
Према подацима из 2002. године у насељу је живело 640 становника, од којих су сви румунске националности.